# Tollhouse Stream
Der Tollhouse Stream ist ein Wasserlauf in Hertfordshire, England. Er entsteht in den Rye Meads am nordöstlichen Ufer des River Lea gegenüber von Hoddesdon. Er fließt in südöstlicher Richtung und mündet gemeinsam mit dem River Stort in den River Lea.